# Romans (film)
Romans – amerykański dramat filmowy z 1930, zrealizowany w erze Pre-Code.
Film oparty jest na podstawie sztuki amerykańskiego dramaturga Edwarda Sheldona. Wyreżyserował go Clarence Brown, a główne role zagrali Greta Garbo i Lewis Stone. Obraz otrzymał dwie nominacje do Oscara: dla Garbo jako najlepszej aktorki pierwszoplanowej i Browna za najlepszą reżyserię.

## Obsada
- Greta Garbo jako Rita Cavallini
- Lewis Stone jako Cornelius Van Tuyl
- Gavin Gordon jako Tom Armstrong
- Elliott Nugent jako Harry
- Florence Lake jako Susan Van Tuyl
- Clara Blandick jako Abigail Armstrong
- Henry Armetta jako Beppo
- Mathilde Comont jako Vannucci
- Rina De Liguoro jako Nina